# Chất thải nguy hại
Thuật ngữ chất thải nguy hại lần đầu tiên xuất hiện vào thập niên 70. Sau một thời gian nghiên cứu và phát triển, tùy thuộc vào sự phát triển khoa học kỹ thuật và xã hội cũng như quan điểm của mỗi nước mà hiện nay trên thế giới có nhiều định nghĩa khác nhau về chất thải nguy hại. Chẳng hạn như:
- Philipine: chất thải nguy hại là những chất có độc tính, ăn mòn, gây kích thích, hoạt tính, có thể cháy, nổ mà gây nguy hiểm cho người và động vật.
- Canada: chất thải nguy hại là những chất mà do bản chất và tính chất của chúng có khả năng gây nguy hại đến sức khỏe con người và/hoặc môi trường. Và những chất này yêu cầu các kỹ thuật xử lý đặc biệt để loại bỏ hoặc giảm đặc tính nguy hại của nó.
- Chương trình môi trường của Liên Hợp Quốc (12/1985): ngoài chất thải phóng xạ và chất thải y tế, chất thải nguy hại là chất thải (dạng rắn, lỏng, bán rắn-semisolid và các bình chứa khí) mà do hoạt tính hóa học, độc tính, nổ, ăn mòn hoặc có đặc tính khác, gây nguy hại hay có khả năng gây nguy hại đến sức khỏe con người hoặc môi trường bởi chính bản thân chúng hay khi được cho tiếp xúc với chất thải khác.
- Mỹ: có thể được coi là chất thải nguy hại khi:

Nằm trong mục chất thải nguy hại do EPA đưa ra (gồm 4 danh sách)
Có một trong bốn đặc tính (khi phân tích) do EPA đưa ra gồm cháy-nổ, ăn mòn, phản ứng và độc tính
Được nhà sản xuất công bố là chất thải nguy hại
- Tại Việt Nam: chất thải nguy hại là chất thải có chứa các chất hoặc hợp chất có một trong các đặc tính gây nguy hại trực tiếp (dễ cháy, dễ nổ, làm ngộ độc, dễ ăn mòn, dễ lây nhiễm và các đặc tính nguy hại khác), hoặc tương tác với chất khác gây nguy hại đến môi trường và sức khỏe con người.

## Quản lý chất thải nguy hại